# Kinsō no Vermeil
Kinsō no Vermeil (Nhật: 金装のヴェルメイユ Hepburn: Kinsō no Verumeiyu, dịch: Vermeil huyền thoại) là một bộ manga của Nhật Bản, được sáng tác bởi Kōta Amana và vẽ minh họa bởi Yōko Umezu. Nó được đăng trên tạp chí Nguyệt san Shōnen Gangan của Square Enix từ tháng 8 năm 2018 và sau đó đã được tổng hợp thành chín tập tankōbon, tính đến tháng 11 năm 2024. Phiên bản chuyển thể anime, sản xuất bởi Staple Entertainment, được phát sóng từ tháng 7 đến tháng 9 năm 2022.

## Nội dung
Câu chuyện xoay quanh một pháp sư trẻ đầy tham vọng vô tình lập một giao ước với một nữ quỷ huyền thoại có sức mạnh vô cùng mạnh mẽ, sau đó anh trở thành chủ nhân và về sau là người yêu của cô. Xuyên suốt câu chuyện, anh đã cùng cô vượt qua những thử thách và khó khăn mà họ phải đối mặt để có thể chung sống yên bình bên nhau.

## Nhân vật
Alto Goldfield (アルト・ゴールドフィルド Aruto Gōrudofirudo)
Lồng tiếng bởi: Yūya Hirose
Học sinh năm nhất tại Học viện Ma thuật Ortigia, anh là một học sinh hạng A, nhưng anh rất tệ trong môn học triệu hồi. Với nguy cơ phải ở lại lớp trừ khi anh có thể triệu hồi thành công, anh vô tình phát hiện ra một cuốn sách ma thuật trong thư viện trường. Thực hiện phép thuật theo hướng dẫn trong sách, anh đã triệu hồi thành công một nữ quỷ tên là Vermeil. Máu của anh sở hữu một lượng mana (năng lượng ma thuật) dồi dào, khiến cho hầu hết các linh hồn được triệu hồi đều tránh xa anh mặc cho lời kêu gọi của anh. Mặt khác, Vermeil lại rất đam mê nguồn mana dồi dào ấy của anh, đó là lý do tại sao cô lại rất gần gũi với anh. Mặc dù cô có sức mạnh rất lớn, cô vẫn đồng ý trở thành một người bạn với Alto, và về sau anh và cô đã nảy sinh tình cảm với nhau. Người bạn thời thơ ấu của anh, Lilia, cũng yêu anh say đắm, nhưng anh chưa bao giờ yêu cô dù chỉ một chút, và thường xuyên khó chịu và thậm chí là sợ hãi cô, khiến cho anh luôn cố tránh né cô bằng mọi giá.
Vermeil (ヴェルメイ Verumei)
Lồng tiếng bởi: Maaya Uchida
Một nữ quỷ, bề ngoài cô là một succubus và cô rất mạnh. Cô có thể hạ gục một con rồng hung dữ ngay lập tức chỉ bằng một cú búng tay. Vermeil trước kia đã bị phong ấn trong một cuốn sách ma thuật, trước khi Alto giải thoát cho cô. Cô cần hôn Alto để có thể hút mana của anh để duy trì sự sống, cô cũng có thể khuếch đại mana và chuyển chúng cho người đã lập giao ước với mình. Cô có tình cảm mãnh liệt với Alto và rất thích trêu chọc anh.
Lilia Kudelfeyt (リリア・クーデルフェイト Riria Kūderufeito)
Lồng tiếng bởi: Wakana Kuramochi
Người bạn thời thơ ấu của Alto, cô yêu anh và dần trở nên ghen tị khi Vermeil xuất hiện và những cô gái khác vây quanh anh, mặc dù anh không hề yêu cô, và thường hay có hành động tránh né cô. Cô đã lập giao ước với một tinh linh gió cao cấp tên là Sylphid.
Marx Parston (マルクス・パールストン Marukusu Pārusuton)
Lồng tiếng bởi: Yū Okano
Cheryl Iridescence (シャロル・イリデッセンス Sharoru Iridessensu)
Lồng tiếng bởi: Kaori Ishihara
Francois (フランソワ Furansowa)
Lồng tiếng bởi: Sakura Nakamura
Elena Kimberlight (エレナ・キンバーライト Erena Kinbāraito)
Lồng tiếng bởi: Kana Hanazawa
Shinōji Ryūga (シンオウジ・リューガ)
Lồng tiếng bởi: Kazuyuki Okitsu
Jessica Schwarz (ジェシカ・シュバルツ Jeshika Shubarutsu)
Lồng tiếng bởi: Riho Sugiyama
Chris Westland (クリス・ウェストランド Kurisu Wesutorando)
Lồng tiếng bởi: Yurina Amami
Obsidian (オブシディアン Obushidian)
Lồng tiếng bởi: Takehito Koyasu
Iolite (アイオライト Aioraito)
Lồng tiếng bởi: Nobuhiko Okamoto
Kohakumiya (コハクミヤ)
Lồng tiếng bởi: Miyuri Shimabukuro
Heliodor (ヘリオドール Heriodōru)
Lồng tiếng bởi: Ikumi Hayama
Fatema (ファーテマ Fātema)
Lồng tiếng bởi: Aya Endō

## Truyền thông

### Manga
Được sáng tác bởi Kōta Amana và vẽ minh họa bởi Yōko Umezu, Kinsō no Vermeil đã được đăng trên tạp chí Nguyệt san Shōnen Gangan của Square Enix từ tháng 8 năm 2018. Tập tankōbon đầu tiên đã được phát hành vào ngày 12 tháng 4 năm 2019. Tính đến tháng 11 năm 2024, đã có chín tập được phát hành.
| # | Ngày phát hành            | ISBN              |
| - | ------------------------- | ----------------- |
| 1 | Ngày 12 tháng 4 năm 2019  | 978-4-75-756052-9 |
| 2 | Ngày 12 tháng 10 năm 2019 | 978-4-75-756339-1 |
| 3 | Ngày 10 tháng 7 năm 2020  | 978-4-75-756746-7 |
| 4 | Ngày 12 tháng 2 năm 2021  | 978-4-75-757089-4 |
| 5 | Ngày 11 tháng 11 năm 2021 | 978-4-75-757526-4 |
| 6 | Ngày 10 tháng 6 năm 2022  | 978-4-75-757959-0 |
| 7 | Ngày 12 tháng 4 năm 2023  | 978-4-75-758519-5 |
| 8 | Ngày 9 tháng 2 năm 2024   | 978-4-75-759047-2 |
| 9 | Ngày 12 tháng 11 năm 2024 | 978-4-75-759511-8 |

### Anime
Phiên bản chuyển thể anime đã được công bố vào ngày 10 tháng 3 năm 2022. Nó được sản xuất bởi Staple Entertainment, được đạo diễn bởi Takashi Naoya, với Tatsuya Takahashi viết kịch bản, Kiyoshi Tateishi thiết kế nhân vật và Ken Itō, Kenichi Kuroda sáng tác nhạc. Bộ phim được phát sóng từ ngày 5 tháng 7 đến ngày 20 tháng 9 năm 2022 trên các nền tảng AT-X, Tokyo MX, BS11 và SUN. Bài hát ở phần mở đầu là "Abracada-Boo", được trình bày bởi Kaori Ishihara, bài hát kết thúc là "Mortal With You", được trình bày bởi Mili. Sentai Filmworks đã phát hành bộ anime này với tiêu đề Vermeil in Gold: A Desperate Magician Barges Into the Magical World Alongside the Strongest Calamity. Tại hội thảo Otakon vào tháng 7 năm 2022, Sentai Filmworks đã thông báo rằng bộ phim sẽ có bản lồng tiếng Anh, được khởi chiếu vào ngày 27 tháng 9 năm 2022.

#### Danh sách tập phim
| TT. | Tiêu đề | Đạo diễn                   | Biên kịch         | Kịch bản phân cảnh  | Ngày phát hành gốc  |
| --- | --- | -------------------------- | ----------------- | ------------------- | ------------------- |
| 1   | "The Desperate Magician and the Imprisoned Disaster" Chuyển ngữ: "Gakeppuchi Majutsushi to Fūin Sareshi Yakusai" (tiếng Nhật: 崖っぷち魔術師と封印されし厄災) | Takashi Naoya              | Tatsuya Takahashi | Takashi Naoya       | 5 tháng 7 năm 2022  |
| 2   | "The New Term and the Fairy Flower" Chuyển ngữ: "Shin Gakki to Yōsei no Hana" (tiếng Nhật: 新学期と妖精の花)                                                  | Matsuo Asami               | Tatsuya Takahashi | Takashi Naoya       | 12 tháng 7 năm 2022 |
| 3   | "A Dragonrider's Beating Heart" Chuyển ngữ: "Ryūki no Kodō" (tiếng Nhật: 竜騎の鼓動)                                                                          | Ryō Nakamura               | Tetsuya Yamada    | Katsumi Terahigashi | 19 tháng 7 năm 2022 |
| 4   | "A Creeping Madness" Chuyển ngữ: "Shinobiyoru Kyōki" (tiếng Nhật: 忍び寄る狂気)                                                                               | Matsuo Asami               | Tetsuya Yamada    | Katsumi Terahigashi | 26 tháng 7 năm 2022 |
| 5   | "Rampage" Chuyển ngữ: "Bōsō" (tiếng Nhật: 暴走) | Ryō Nakamura               | Tatsuya Takahashi | Kōji Hōri           | 2 tháng 8 năm 2022  |
| 6   | "Wish" Chuyển ngữ: "Negai" (tiếng Nhật: 願い) | Risshi Yamazaki            | Tatsuya Takahashi | Risshi Yamazaki     | 9 tháng 8 năm 2022  |
| 7   | "Confession" Chuyển ngữ: "Kokuhaku" (tiếng Nhật: 告白) | Ryō Nakamura               | Tetsuya Yamada    | Sung Min Kim        | 16 tháng 8 năm 2022 |
| 8   | "Selection" Chuyển ngữ: "Senbetsu" (tiếng Nhật: 選別) | Chie Yamazaki Matsuo Asami | Tetsuya Yamada    | Masayoshi Nishida   | 23 tháng 8 năm 2022 |
| 9   | "The Mage of Heaven's Will" Chuyển ngữ: "Shinmei no Majutsushi" (tiếng Nhật: 神命の魔術師)                                                                    | Ryō Nakamura               | Tetsuya Yamada    | Masayoshi Nishida   | 30 tháng 8 năm 2022 |
| 10  | "Questions" Chuyển ngữ: "Toikake" (tiếng Nhật: 問いかけ) | Matsuo Asami               | Tetsuya Yamada    | Kōji Hōri           | 6 tháng 9 năm 2022  |
| 11  | "Past" Chuyển ngữ: "Kako" (tiếng Nhật: 過去) | Matsuo Asami               | Tatsuya Takahashi | Masayoshi Nishida   | 13 tháng 9 năm 2022 |
| 12  | "Together" Chuyển ngữ: "Kasanariai" (tiếng Nhật: 重なり合い)                                                                                                  | Takashi Naoya              | Tatsuya Takahashi | Takashi Naoya       | 20 tháng 9 năm 2022 |